# 托马斯·卡莱尔
托马斯·卡莱尔（英語：Thomas Carlyle，1795年12月4日—1881年2月5日）是蘇格蘭評論、諷刺作家、歷史學家。他的作品在維多利亞時代甚具影響力。在《英雄与英雄崇拜》中提出“历史除了为伟人写传，什么都不是”的英雄史觀。1865年被任命為愛丁堡大學校長，出任到1868年。

## 著作
- 《衣裳哲學（英语：Sartor Resartus: The Life and Opinions of Herr Teufelsdröckh in Three Books）》
- 《法國革命史（英语：The French Revolution: A History）》
- 《論歷史上的英雄、英雄崇拜和英雄業績（英语：On Heroes, Hero-Worship and the Heroic in History）》
- 《過去與現在（英语：Past and Present (book)）》